# Sybra postscutellaremaculata
Sybra postscutellaremaculata là một loài bọ cánh cứng trong họ Cerambycidae.